# Michael Droese
Michael Droese (* 9. August 1952 in Ueckermünde) ist ein deutscher Leichtathlet, der – für die DDR startend – bei den Europameisterschaften 1974 die Bronzemedaille mit der 4-mal-100-Meter-Staffel der DDR gewann (38,99 s; zusammen mit Hans-Jürgen Bombach, Manfred Kokot und Siegfried Schenke). Bei diesen Europameisterschaften startete er auch im 100-Meter-Lauf und schied im Halbfinale aus. Seine persönliche Bestleistung über 100 Meter waren handgestoppte 10,0 Sekunden, erreicht im Juli 1973 in Dresden, und damit die Einstellung des Europarekords von Armin Hary.
Michael Droese startete für den SC Motor Jena. In seiner aktiven Zeit war er 74 kg schwer.
| Personendaten    | Personendaten                                |
| ---------------- | -------------------------------------------- |
| NAME             | Droese, Michael                              |
| KURZBESCHREIBUNG | deutscher Leichtathlet                       |
| GEBURTSDATUM     | 9. August 1952                               |
| GEBURTSORT       | Ueckermünde, Deutsche Demokratische Republik |